# 4 septembre 1950
Le lundi 4 septembre 1950 est le 247e jour de l'année 1950.

## Naissances
- Juanjo Enríquez (mort en août 2015), footballeur espagnol
- Christine Prunaud, femme politique française
- Jean-Gabriel Ferlan, pianiste français d'origine arménienne
- Didier Boulaud, homme politique français

## Décès
- Max Davidson (né le 23 mai 1875), acteur allemand
- Pieter Franciscus Dierckx (né le 7 février 1871), peintre belge

## Autres événements
- Création des laboratoires d'Électronique et de Physique appliquées
- Sortie française du film Adémaï au poteau-frontière
- Première publication de La Cantatrice chauve par le Collège de 'Pataphysique
- première récupération par hélicoptère d'un pilote tombé derrière les lignes ennemies, il s'agit du capitaine Robert Wayne